# Flèche wallonne 1960
La Flèche wallonne 1960, 24e édition de la course, a lieu le 9 mai 1960 sur un parcours de 208 km. La victoire revient au Belge Pino Cerami, qui a terminé la course en 5 h 41 min 35 s, devant le Français Pierre Beuffeuil et son compatriote Constant Goossens.
Sur la ligne d’arrivée à Charleroi, 42 des 107 coureurs au départ à Liège ont terminé la course.

## Classement final
| #  | Coureur           | Équipe                     |    | Temps           |
| -- | ----------------- | -------------------------- | -- | --------------- |
| 1  | Pino Cerami       | Peugeot-BP-Dunlop          | en | 5 h 41 min 35 s |
| 2  | Pierre Beuffeuil  | Mercier-Hutchinson-BP      | +  | 27 s            |
| 3  | Constant Goossens | Peugeot-BP-Dunlop          |    | 27 s            |
| 4  | Robert Cazala     | Mercier-Hutchinson-BP      |    | 27 s            |
| 5  | Jean Forestier    | Helyett-Leroux             |    | 27 s            |
| 6  | Alfons Hermans    | Dr. Mann                   |    | 35 s            |
| 7  | Tom Simpson       | Saint-Raphael-R. Géminiani |    | 2 min 21 s      |
| 8  | Rik Van Looy      | Faema                      |    | 2 min 53 s      |
| 9  | René Vanderveken  | Peugeot-BP-Dunlop          |    | 3 min 12 s      |
| 10 | Emile Daems       | Philco                     |    | 3 min 52 s      |